# فرد شاوب
فرد شاوب (بالألمانية: Fred Schaub)‏ هو لاعب كرة قدم ألماني في مركز الهجوم، ولد في 28 أغسطس 1960 في ألمانيا، وتوفي في 22 أبريل 2003 في فولدا في ألمانيا. لعب مع آينتراخت فرانكفورت وأدميرا فاكر مودلينغ وبوروسيا دورتموند وغرويتر فورت ونادي فرايبورغ وهانوفر 96.

## وصلات خارجية
- فرد شاوب على موقع قاعدة بيانات كرة القدم.إي يو (الإنجليزية)
- فرد شاوب على موقع بيانات كرة القدم. دي إي (الألمانية)